# Kim Schnitzer
Kim Schnitzer (* 17. Januar 1986 in Berlin) ist eine deutsche Schauspielerin.

## Leben
Von 1997 bis 2002 war Schnitzer Mitglied des Kinderensembles des Friedrichstadt-Palastes Berlin und übernahm anschließend Rollen in drei Kurzfilmen.
Sie gab 2005 ihr Kinodebüt in Henner Wincklers Filmdrama Lucy, für den sie mit dem Undine Award als beste jugendliche Charakterdarstellerin ausgezeichnet wurde.
Ihre zweite Hauptrolle in einem Langspielfilm spielte sie in dem 2007 erschienenen Film Zeit der Fische von Heiko Aufdermauer. Seit 2008 trat sie vorwiegend in Berlin als Theaterschauspielerin auf, u. a. in Inga Köhlers und Claudia Wuschanskys Inszenierung von Ian McEwans Roman Der Zementgarten.
Von 2013 bis 2017 besuchte sie die Hochschule für Schauspielkunst „Ernst Busch“ in Berlin. 2016 war sie im Stück Sommergäste nach Maxim Gorki, unter der Regie von Silvia Rieger, an der Volksbühne Berlin zu sehen. 2017 erhielt sie ein Festengagement am Badischen Staatstheater Karlsruhe.

## Filmografie (Auswahl)
- 2006: Wolfstraum
- 2006: Lucy
- 2007: Lamento
- 2007: Zeit der Fische
- 2007: Vivere
- 2008: In Deiner Haut
- 2008: Tatort – Waffenschwestern
- 2014: Polizeiruf 110 – Hexenjagd
- 2018: Notruf Hafenkante – Vom verlorenen Glück
- 2021: Gute Zeiten, schlechte Zeiten (Fernsehserie, 7313–)